# Cépie
Cépie (okzitanisch: Cépia) ist eine französische Gemeinde mit 603 Einwohnern (Stand: 1. Januar 2022) im Département Aude. Sie gehört zum Arrondissement Limoux und zum Kanton La Région Limouxine. Die Einwohner werden Cépinois genannt.

## Geographie
Cépie liegt etwa 15 Kilometer südsüdöstlich des Stadtzentrums von Carcassonne. Die Aude begrenzt die Gemeinde im Südosten. Cépie wird umgeben von den Nachbargemeinden Montclar im Norden, Pomas im Osten, Pieusse im Süden und Südosten sowie Saint-Martin-de-Villereglan im Westen.

## Bevölkerungsentwicklung
| Jahr                       | 1962 | 1968 | 1975 | 1982 | 1990 | 1999 | 2006 | 2018 |
| Einwohner                  | 313  | 292  | 308  | 318  | 413  | 540  | 622  | 631  |
| Quellen: Cassini und INSEE |      |      |      |      |      |      |      |      |

## Sehenswürdigkeiten
- Kirche Saint-Étienne